# Cecilia Bannerman
Cecilia Bannerman ist eine führende Politikerin in Ghana. Sie ist Mitglied des wichtigen ghanaischen Verfassungsorgans des Staatsrates (Council of State).
Bannermann war in der ersten Amtszeit von Präsident John Agyekum Kufuor zunächst im Amt als Ministerin für Berufsausbildung und Beschäftigung (Minister of Manpower Development and Employment) (2001 bis 2003) und später Ministerin für Bergbau (Minister of Mines) zwischen 2003 und 2005. Das Ministerium wurde im Jahr 2005 mit dem Ministerium für Landnutzung und Forstwesen zum Ministerium für Bergbau, Landnutzung und Forstwesen unter dem Minister Dominic Fobih zusammengelegt. 2009 wurde sie in den Council of State berufen.